# 班尼迪克特·馬圖林
班尼迪克特·理查德·費爾德·馬圖林（英語：Bennedict Richard Felder Mathurin，2002年6月19日—）是加拿大職業篮球運動員，現效力於NBA印第安纳步行者。在2022年NBA选秀中被溜馬隊以第六順位選中。

## 生平
馬圖林是魁北克蒙特利爾人，跟着哥哥打篮球，还打些加拿大式橄榄球和冰球。2018 年，馬素林加入位於墨西哥城的拉美NBA學院，成為該學院首位出生於加拿大的球員。

## 大學生涯
2020年，马图林加入亚利桑那大学。大一时马图林場均得到10.8分、4.8個籃板和1.2次助攻，三分命中率為41.8%。
2021-22年的大二赛季，他被評為太平洋十二校聯盟（Pac-12）年度最佳男篮球員。
2022年4月14日，馬圖林宣布结束大学生涯並參加2022年NBA选秀。

## 職業生涯

### 印第安纳溜馬隊（2022–至今）
馬圖林在2022年NBA选秀中被印第安納溜馬隊以第六順位選中。他是首位在樂透順位被選中的蒙特利尔球員。他的第六順位是溜馬隊自1988年NBA选秀第二順位選中里克·斯米茨以來，球队拥有的最高选秀顺位。 2022年7月3日，馬圖林與溜馬隊簽下了新秀合約。 7月8日，他在NBA夏季联赛首次亮相，在96-84擊敗夏洛特黃蜂的比賽中得到23分和4個籃板。馬圖林以場均19.3分4籃板1.3抄截入選NBA夏季聯賽最佳二陣。

## 國家隊生涯
馬圖林代表加拿大参加了2021年U19青年世界盃籃球賽，場均得到16.1分和4個籃板，帮助加拿大夺得铜牌。

## 生涯數據

### 大學
| 賽季    | 球隊    | GP | GS | MPG  | FG%  | 3P%  | FT%  | RPG | APG | SPG | BPG | PPG  |
| ------- | ------- | -- | -- | ---- | ---- | ---- | ---- | --- | --- | --- | --- | ---- |
| 2020–21 | Arizona | 26 | 12 | 25.0 | .471 | .418 | .846 | 4.8 | 1.2 | .7  | .1  | 10.8 |
| 2021–22 | Arizona | 37 | 37 | 32.5 | .450 | .369 | .764 | 5.6 | 2.5 | 1.0 | .3  | 17.7 |
| 生涯    | 生涯    | 63 | 49 | 29.4 | .456 | .383 | .789 | 5.3 | 2.0 | .9  | .2  | 14.8 |

## 個人生活
馬圖林有海地血统。他的姐姐珍妮佛曾在北卡罗来纳州立大学打籃球。馬圖林12歲時，比他大3岁的哥哥死於自行車事故。他會說英语、法语、西班牙语和海地克里奧爾語。 

## 外部連結
- 亞利桑那野貓隊简介 （页面存档备份，存于）